# 瑞安中學 (小惑星)
瑞安中學 (4073 Ruianzhongxue) は小惑星帯に位置する小惑星。1981年10月23日、紫金山天文台によって発見された。中国浙江省にある、数学の学校として100年以上の歴史をもつ瑞安中學から命名された。